# Lluís Antoni de França

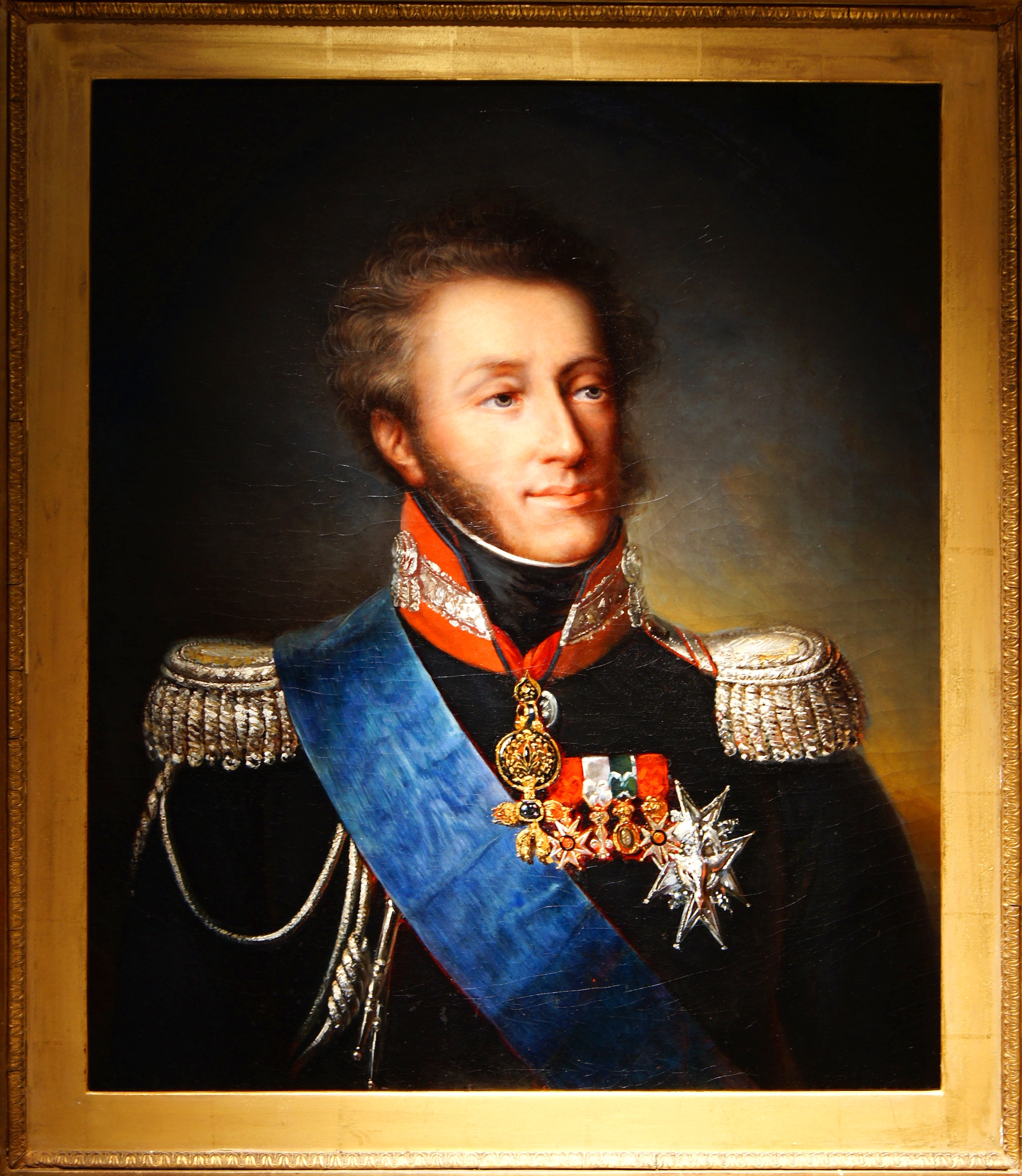
Lluís Antoni de Artois, duc d'Angulema.

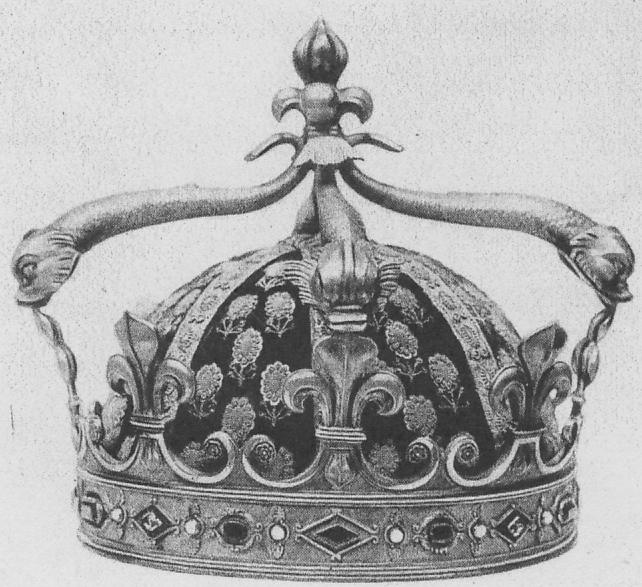
Corona de Lluis Antoni com a delfí de França (1824), foto de 1906.

Lluís (XIX) de França (en francès Louis-Antoine de France) (Versalles 6 d'agost de 1775 - Görz Àustria, 3 de juny de 1844). Duc d'Angulema i delfí de França entre 1824 i 1830. Des de 1836 fou el cap de la casa reial de Borbó a França i pretendent legitimista al tron francès.

## Joventut
Nascut a Versalles el dia 6 d'agost de 1775 era fill primogènit del rei Carles X de França i de la princesa Maria Teresa de Savoia. Lluís Antoni era net per via paterna del delfí Lluís de França i de la princesa Maria Josepa de Saxònia; mentre que per via materna ho era del rei Víctor Amadeu III de Sardenya i de la infanta Maria Antònia d'Espanya. Al seu naixement, el seu oncle, el rei Lluís XVI de França, li va atorgar el títol de duc d'Angulema d'acord amb el seu pare que el tenia feia dos anys.
El dia 10 de juny de 1799 contragué matrimoni a Mitau (Curlàndia) amb la princesa Maria Teresa de França, filla del rei Lluís XVI de França i de l'arxiduquessa Maria Antonieta d'Àustria. La parella no tingué descendència.

## Primer exili i retorn
A l'edat de 14 anys abandonà França amb els seus pares el 1789 arran de l'esclat dels esdeveniments revolucionaris. Va passar gran part de la seva vida en l'exili. de les seves núpcies amb la seva cosina germana Maria Teresa de França, no va tenir successió, encara que anys més tard la parella va criar com a fill al seu nebot Enric d'Artois, duc de Bordeus. Van tornar a França quan va caure l'Imperi de Napoleó (1814) i el seu oncle Lluís XVIII de França va ascendir el tron, aixecant un exèrcit que va ser derrotat per les tropes comandades per Emmanuel de Grouchy, que el capturà.
Era cosí de Ferran VII, i el 1823 va encapçalar l'exèrcit dels Cent Mil Fills de Sant Lluís, enviat a Espanya per ajudar Ferran VII a restablir la monarquia absoluta sota la direcció de la Santa Aliança. L'expedició no va trobar cap oposició militar important, llevat a l'hora d'assetjar Cadis on va sortir victoriós de la batalla del Trocadero, i va representar un considerable èxit per als absolutistes en alliberar el rei; en el manifest que aquest fa fer des del Puerto de Santa María, datat a 1 d'octubre de 1825, dirigit a Víctor Saez, li deia:
| « | el meu august i estimat cosí el duc d'Angulema al capdavant d'un exèrcit valent, vencedor en tots els meus dominis, m'ha tret de l'esclavitud en la qual gemegava, restituint-me als meus vassalls estimats, fidels i constants. | » |

L'any 1824 va morir el rei Lluís XVIII de França, i accedí al tron el seu pare el comte d'Artois amb el nom de Carles X de França. Des d'aquest any Lluís Antoni esdevingué el príncep hereu de la Corona francesa i en conseqüències ostentà el tradicional títol de delfí de França
El 30 de juliol de 1830, en el marc de la revolució liberal de juliol, Carles X va ser deposat i la monarquia borbònica va caure. El 2 d'agost de 1830, Carles va abdicar els seus drets en favor del seu net/nebot el duc de Bordeus, Enric d'Artois, i minuts més tard, Lluís Antoni també va renunciar els seus drets en favor de l'esmentat duc, pel que va ser i és considerat pels monàrquics Lluís XIX de França i Navarra.

## Segon exili i mort
Immediatament la família hagué d'abandonar el país i s'instal·là a Edimburg fins a l'any 1833. Mentre el duc d'Orleans i Lloctinent General de Regne va ser elegit per les Cambres i proclamat rei dels francesos com Lluís Felip I. Els exiliats es van traslladar posteriorment a Praga i després a Gorizia, l'any 1836 morí el rei Carles X de França.
En morir el seu pare a Praga el 1836, una part dels legitimistes a la Corona francesa per part de la branca dels Borbó el van considerar com a nou rei amb el nom de Luis XIX, per considerar invàlides les abdicacions de 1830. No obstant això, es va mantenir apartat de la política i mai no va voler adoptar aquesta denominació. La manca de descendència legítima i la mort del seu germà, el príncep Carles de França, feren que criés amb la seva esposa com a fills propis els del seu germà. Així, Maria Teresa i Lluís Antoni educaren com a fill propi a Enric de França i a la princesa Lluïsa de França.
Va morir en l'exili a Görz el 3 de juny de 1844 a l'edat de 69 anys. Està enterrat a la cripta de l'església del monestir franciscà de Kostanjevica (Nova Gorica, Eslovènia).